# Masacrul de la Viale Lazio
Masacrul de la Viale Lazio din 10 decembrie 1969 a fost o reglare de conturi în mafia siciliană. Șeful mafiei Michele Cavataio și trei bărbați au fost uciși în Viale Lazio din Palermo (Sicilia) de o trupă de ucigași a mafiei. Balta de sânge a marcat sfârșitul unui „pax mafiosa” care a domnit de la masacrul de la Ciaculli până la sfârșitul procesului 114 împotriva Cosa Nostra.

## Legături externe
- it  La strage di viale Lazio, un servizio di Angelo Ruoppolo su Teleacras